# Estación Presidente Illia
Presidente Illia es una estación ferroviaria del barrio de Villa Soldati, Buenos Aires, Argentina. Se encuentra junto a la estación homónima del Premetro de Buenos Aires.

## Servicios
La estación opera dentro de la Línea Belgrano Sur, para el ramal que conectan la estación González Catán con la estación terminal Sáenz. La Línea Belgrano Sur es una de las líneas suburbanas de Buenos Aires y forma parte a nivel nacional del Ferrocarril General Belgrano de la red ferroviaria argentina.
Esta estación permite la combinación entre la Línea Belgrano Sur y el Premetro.

## Galería
Andén hacia Estación Sáenz

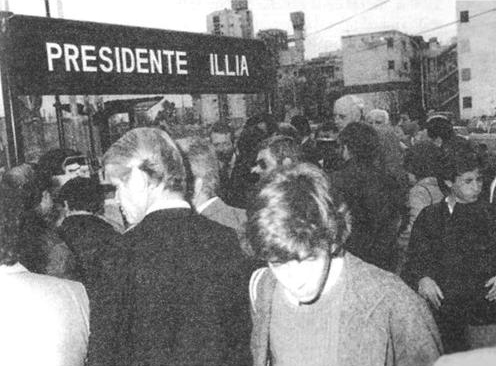
Inauguración de la estación en octubre de 1987
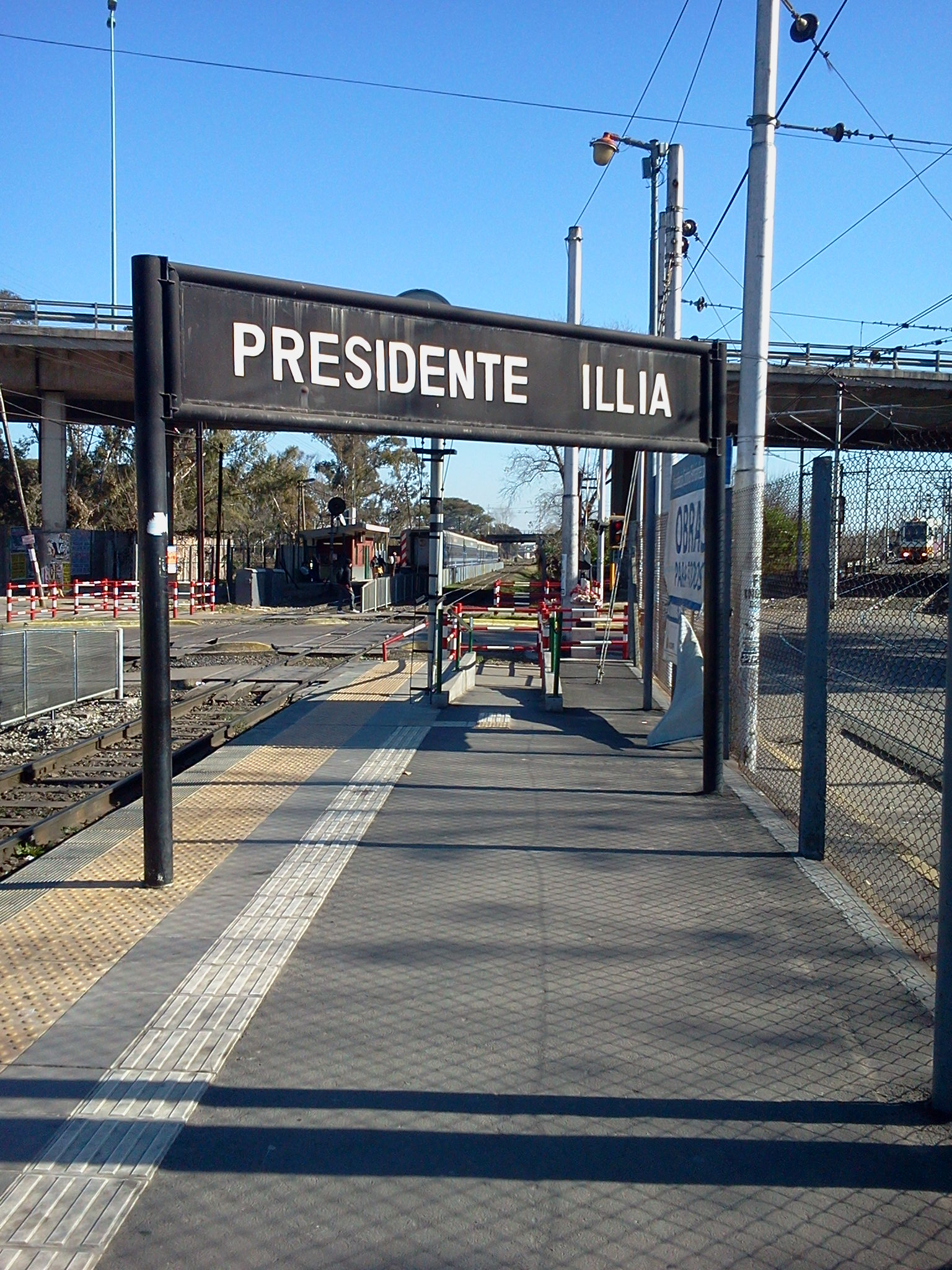
Cartel nomenclador en 2012
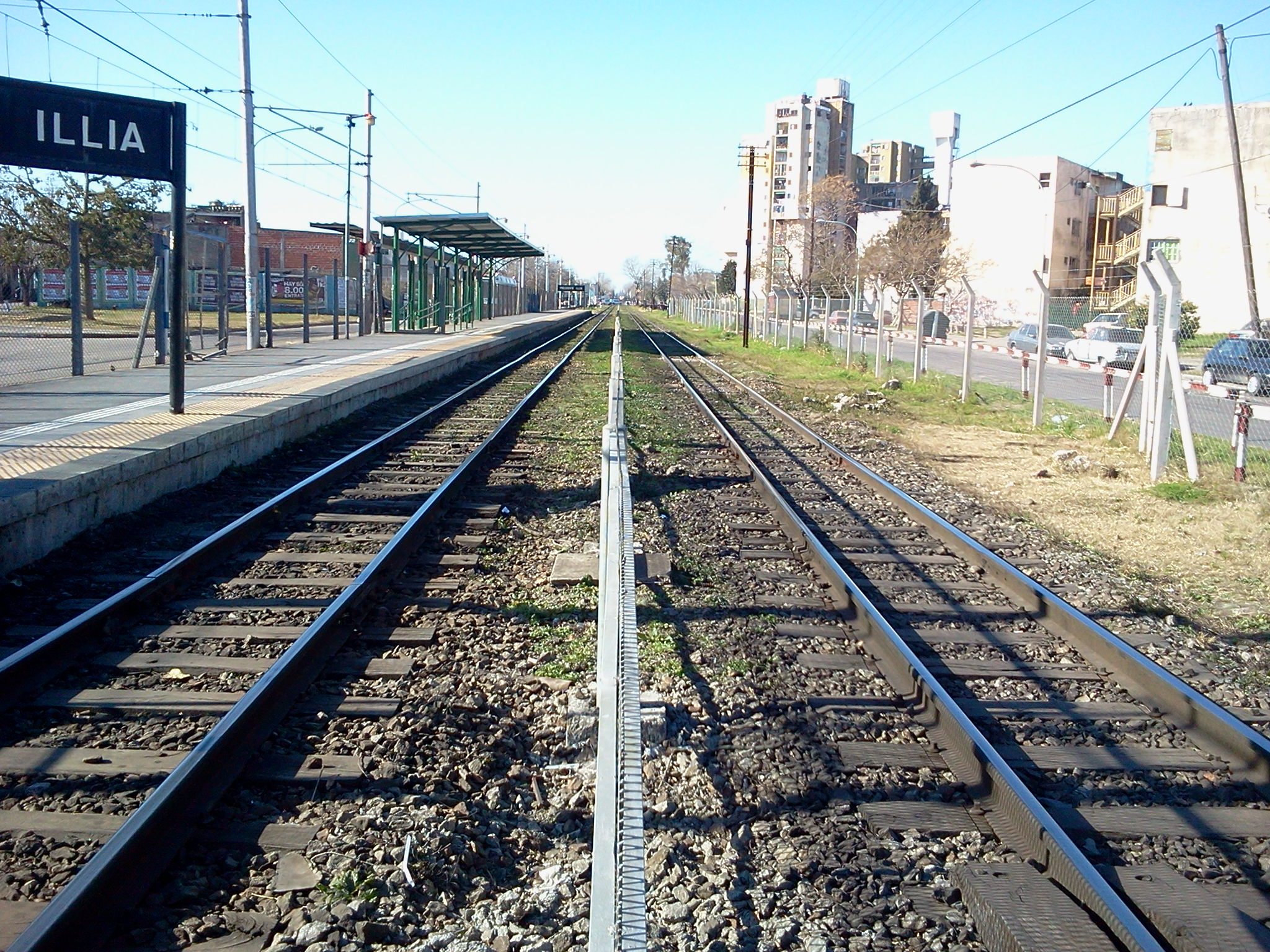
Andén en 2012
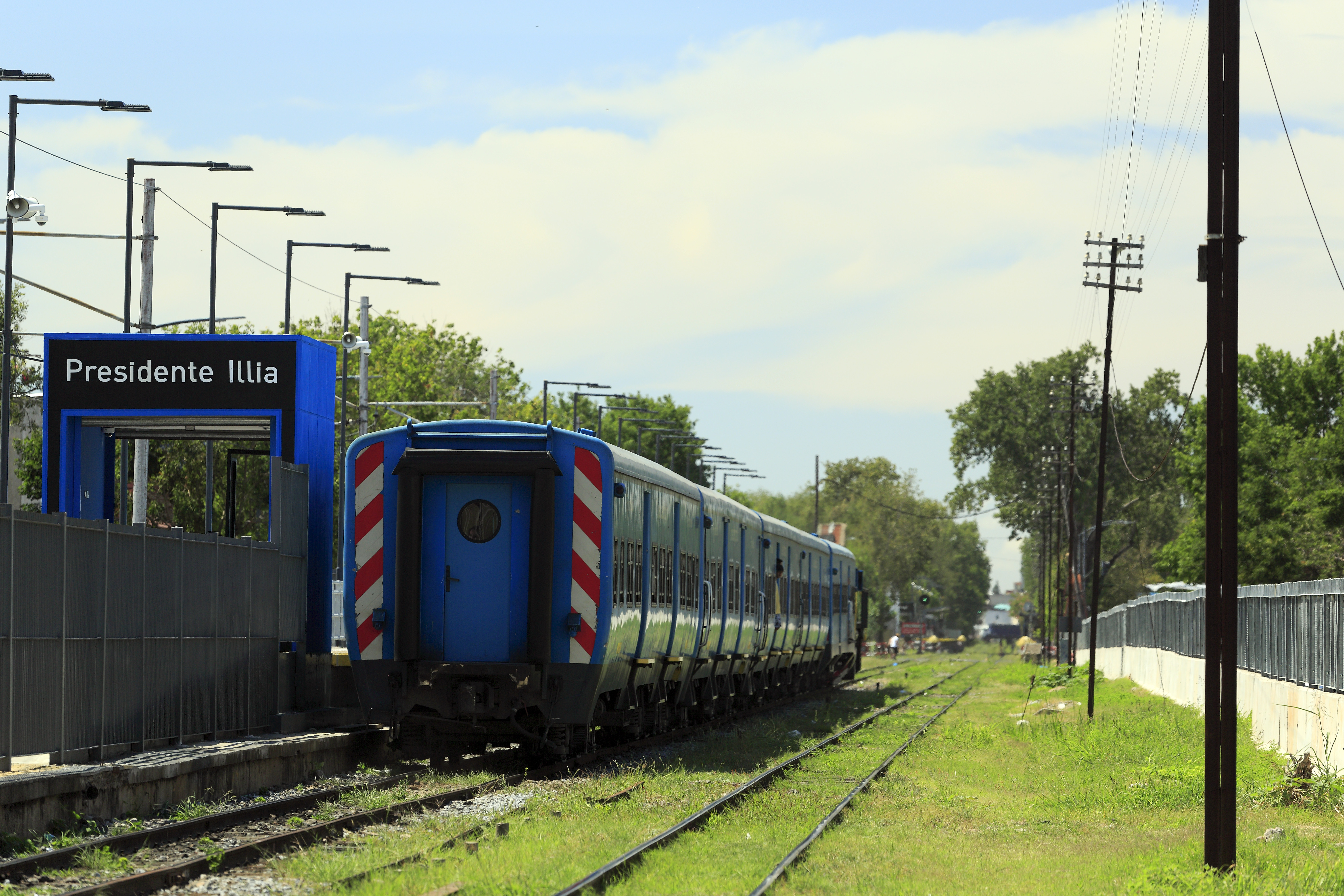
Andén en 2018

Andén hacia provincia de Buenos Aires

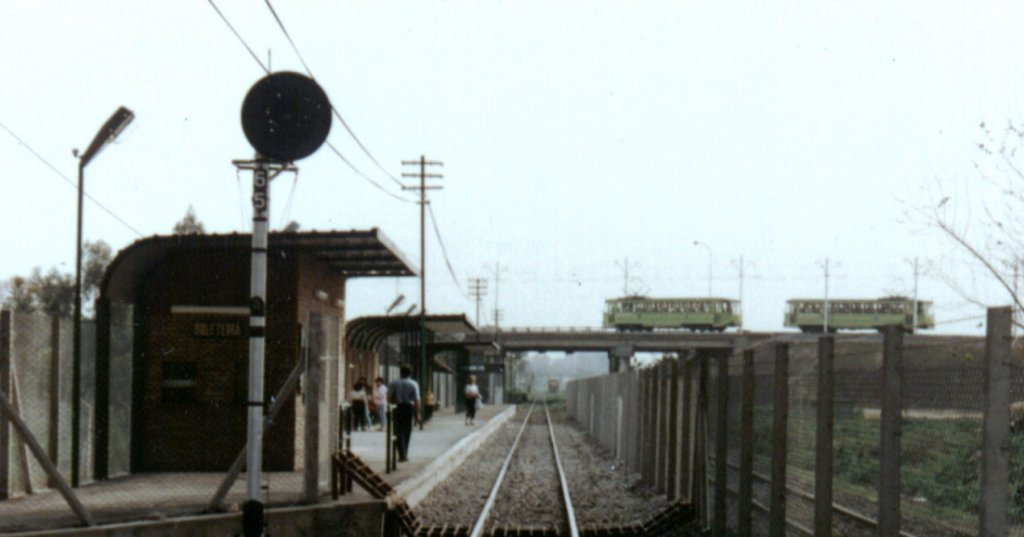
A fines de los años 1980
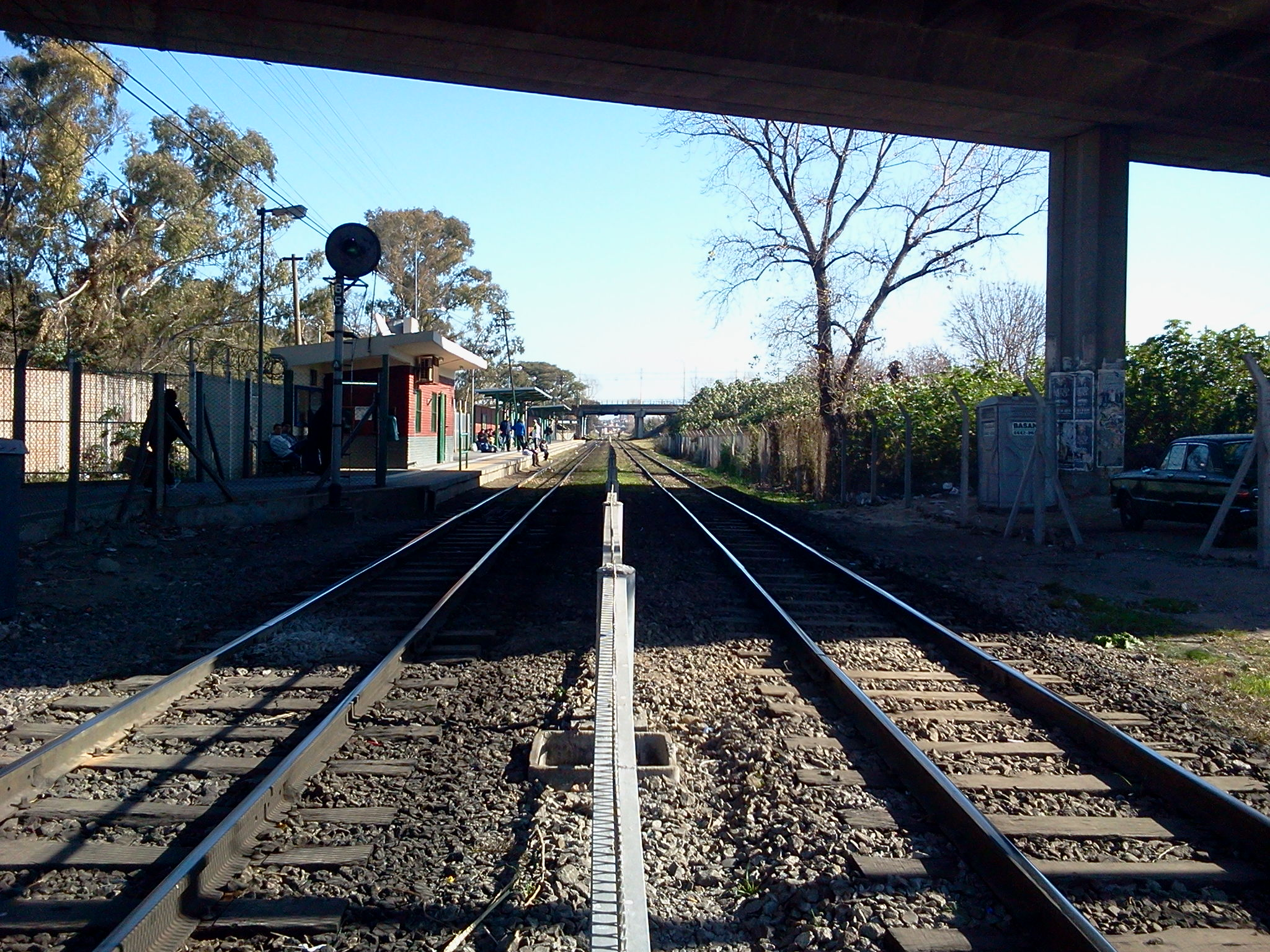
Andén hacia G. Catán/Marinos del Belgrano en 2012
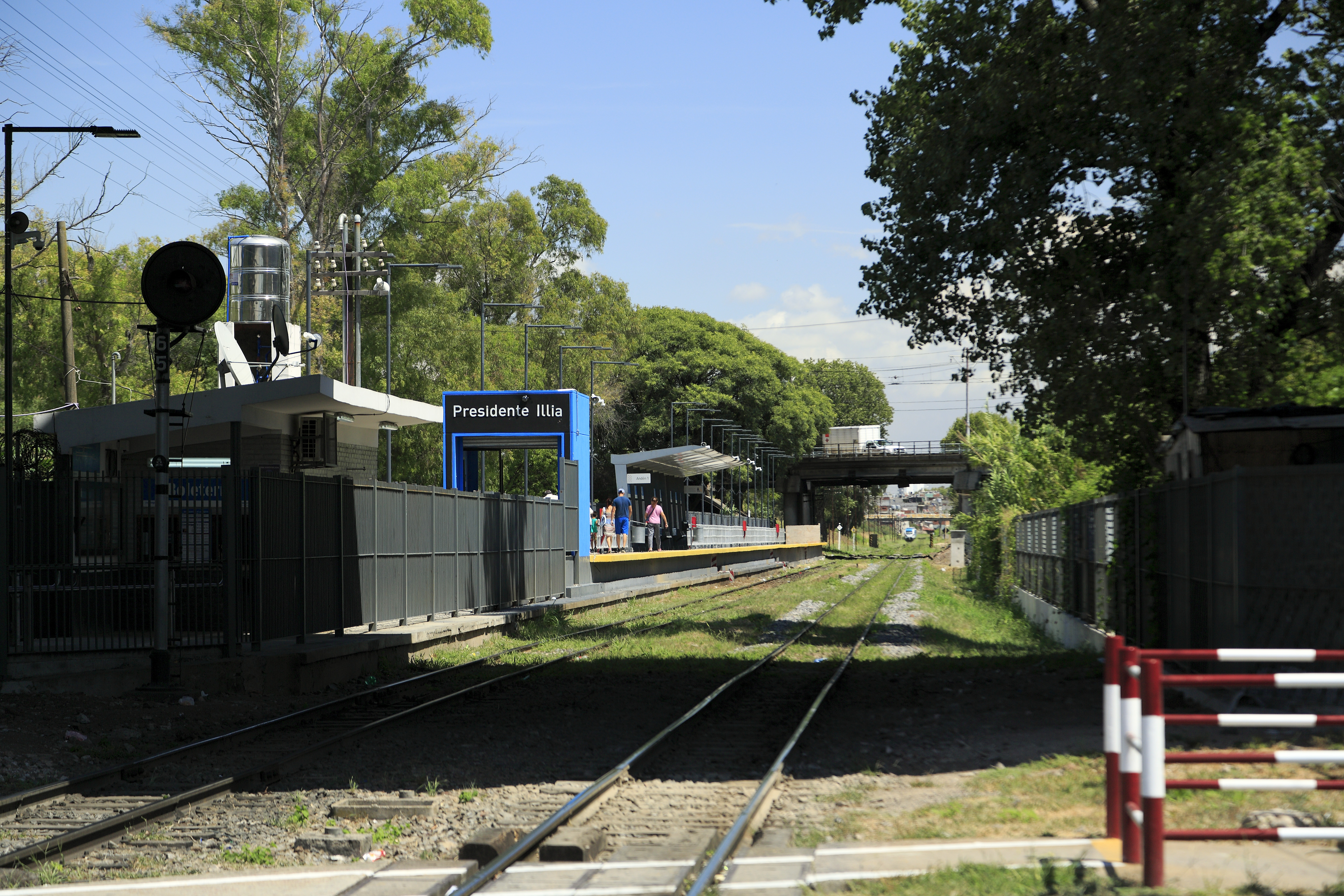
Andén hacia G. Catán/Marinos del Belgrano en 2018